# Antolín Abad Pérez
Antolín Abad Pérez (Villegas, Burgos; 13 de febrer de 1918 - Toledo; 13 de setembre de 2007) va ser un historiador, escriptor i sacerdot franciscà espanyol. Va publicar diversos llibres i articles, a més de col·laborar en revistes d'història i recerca i participà en nombrosos congressos. De 1988 a 1997 va ser director de la revista Arxivo Ibero-Americano
De nen va ingressar en el seminari menor franciscà de la província eclesiàstica de Gregori el Gran de Castella. Fet el noviciat a Sorres de San Pedro, va professar la Regla de Sant Francesc el 1934. Els anys de la Guerra Civil Espanyola els va passar en Gálvez (Toledo), acollit per famílies del lloc. El 1945 va reiniciar el noviciat i l'any següent va fer de nou la professió. La carrera eclesiàstica la va cursar a Pastrana, Àvila i Roma; al Vaticà va fer també estudis d'arxivística. Va rebre l'ordenació sacerdotal el 1950.
A la seva Província franciscana va exercir diversos càrrecs de govern i va dur a terme nombroses tasques en el camp de la seva especialització com a arxiver, bibliotecari, investigador i escriptor. A això unia les tasques pròpies del lloc en què es trobava: professor, bibliotecari, penitenciari a Roma, confessor i assistent de religioses, capellà d'hospital i promotor de la Legió de María. Va morir en el convent de San Juan de los Reyes de Toledo el 13 de setembre de 2007.